# 非洲音乐

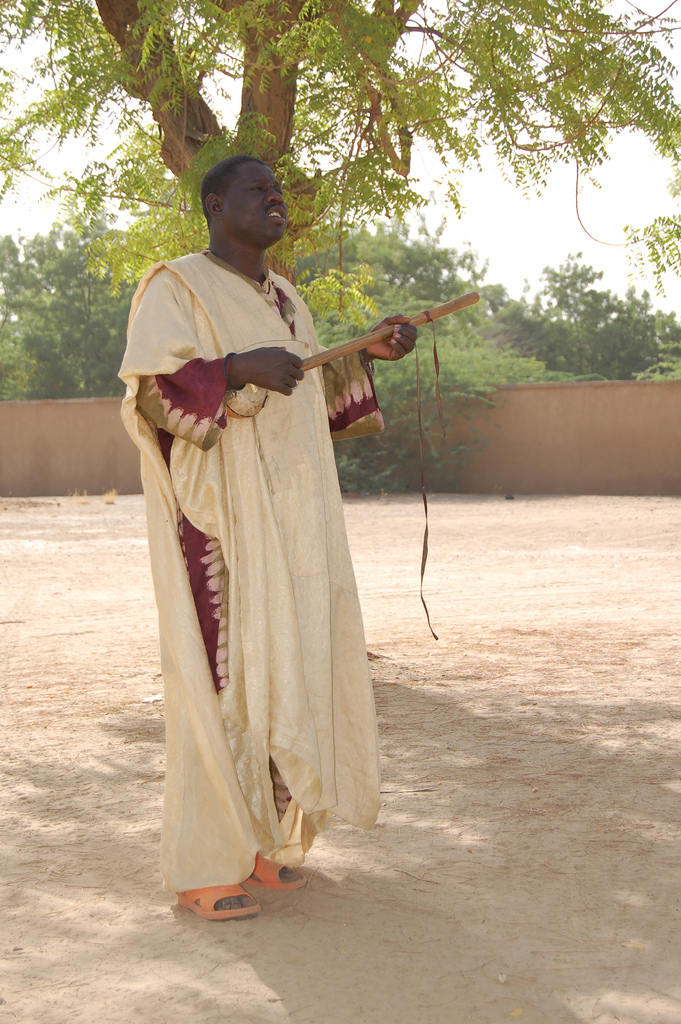
西非的行吟歌手

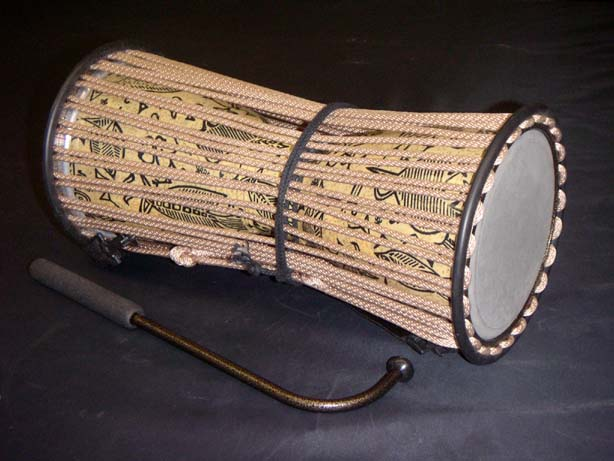

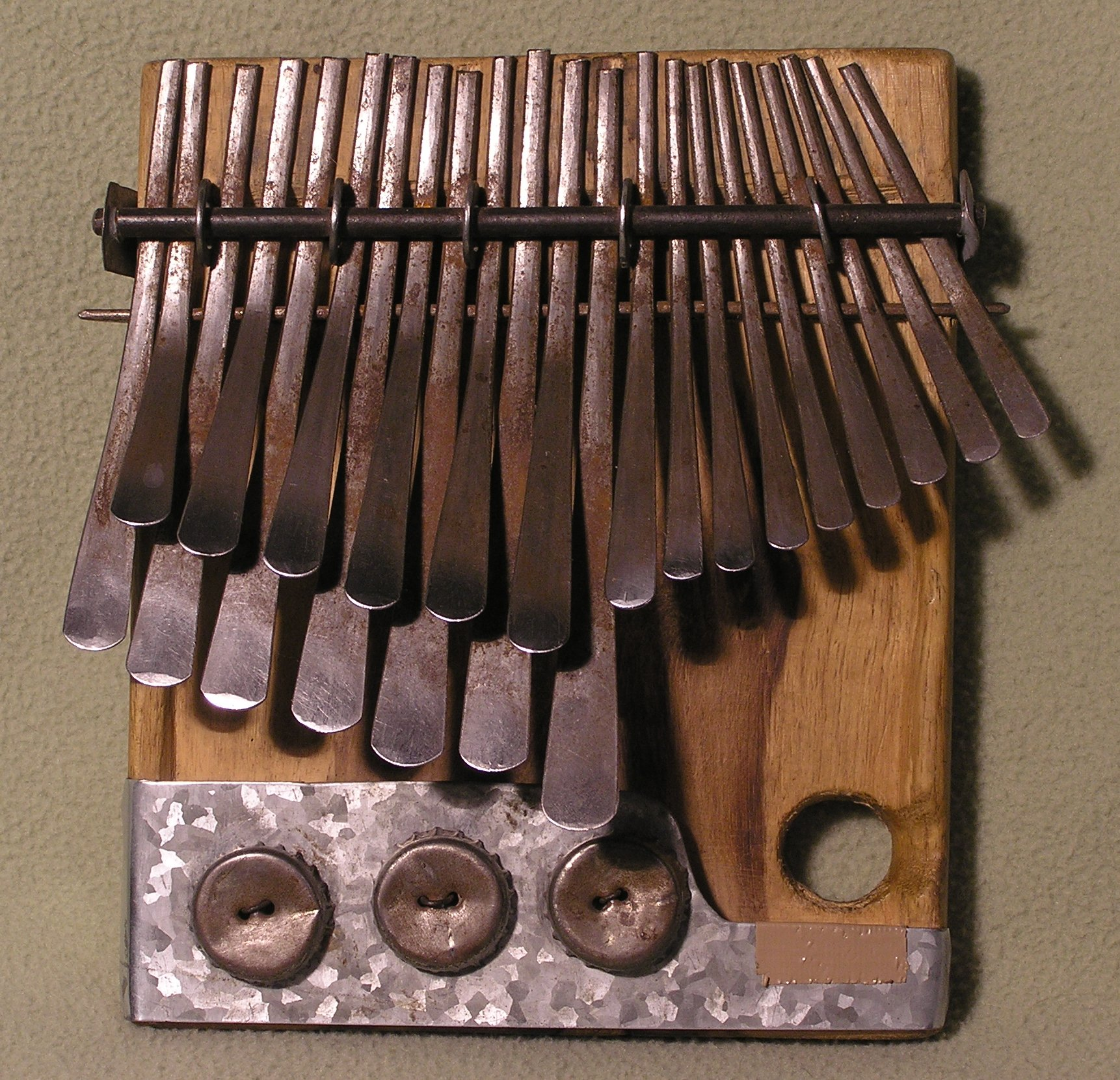

非洲音乐主要指当地的黑人音乐，在撒哈拉沙漠以北地区的音乐属于阿拉伯音乐系统，南非的音乐主要受欧洲文化的影响，属于西方音乐体系。
非洲音乐的节奏具有非常特殊的重要性，是世界上最复杂的节奏，经常为即兴式的节奏，在非洲音乐中，鼓是应用最多的乐器，不仅可以作为舞蹈的伴奏，甚至可以作为语言和信息传达的工具，非洲的鼓影响了他们整个的音乐体系和风格。
非洲的声乐最常用的是对唱，经常是一人领唱多人和，多声部的轮唱和重叠，乐句短小，多次重复，音乐和舞蹈紧密的结合，常常是边唱边舞，音阶为七声，偶尔有五声音阶。西非的行吟歌手用弹拨乐器“可拉”伴奏，说唱历史事件，对于尚未出现文字的非洲历史传承起到决定性的作用。
非洲的鼓使用的材料和形式多样，有用羊皮、鹿皮、蜥蜴皮、象耳皮等多种材料，可以发出各种不同的音高。此外乐器还有“马林巴木琴”、“薄片拇指钢琴”、用兽角或象牙制造的号角、笛和排簫、弦乐器大部分为弹拨乐，也有部分拉弦乐器。